# Bradley Cole
Bradley Thomas Cole (ur. 11 lutego 1959 w Los Angeles) – amerykański aktor, piosenkarz i autor tekstów piosenek.
Odtwórca roli Jeffreya O’Neilla w operze mydlanej CBS Guiding Light (1999–2008), za którą w 2000 był nominowany do nagrody Soap Opera Digest dla wybitnego debiutanta.  

## Życiorys
Urodził się i wychował w Południowej Kalifornii. Od najmłodszych lat interesował się muzyką, grał na gitarze i śpiewał w grupach muzycznych. Studiował na Uniwersytecie Pepperdine, gdzie grał w baseball, dopóki kontuzja nie pokrzyżowała jego marzeń o profesjonalnej grze. Bradley następnie zwrócił się do kariery aktorskiej. Po ukończeniu college’u udał się do Francji. 
Debiutował na kinowym ekranie we francuskim dramacie Mój przyjaciel zdrajca (Mon ami le traître, 1988) z Valérie Kaprisky. W 1994 nagrał swój debiutancki album studyjny Tonite. Podróżował, mieszkał i pracował w Paryżu, gdzie wystąpił w sztuce Fryderyk (Friderick) u boku Jeana-Paula Belmondo, Londynie, a także różnych miastach w całej Europie i innych częściach świata. Powrócił do Kalifornii w 1996 i rozpoczął nagrywanie swojej drugiej płyty All Your Dreams (Wszystkie twoje marzenia). 
Pojawił się w operach mydlanych ABC – Wszystkie moje dzieci (All My Children, 2003) jako Jordan Roberts i Szpital miejski (2010) w roli Warrena Bauera.
25 czerwca 2005 zawarł związek małżeński z Yasuko Noadą, z którą zamieszkał w Nowym Jorku. Mają syna Seana Williama (ur. 18 lipca 2006) i córkę Mayę Joan (ur. 10 lutego 2009).

## Dyskografia

### single
- 2002: „In Our Time”
- 2003: „Can’t Live Without You”
- 2005: „Our Celebration”
- 2006: „To Be Free”

### albumy
- 1994: Tonite
- 1997: All Your Dreams
- 2002: In Our Time
- 2004: Live Tracks
- 2007: A Human Thing